# Daniela Soto-Innes
Daniela Soto-Innes (ur. 26 sierpnia 1990 w Meksyku) – meksykańska szefowa kuchni. Jest partnerką i szefową restauracji Atla i Cosme w Nowym Jorku, nagrodzoną w 2019 roku jako najlepsza szefowa kuchni na świecie według rankingu The World's 50 Best Restaurants, najmłodszą, która uzyskała to wyróżnienie. Została wyróżniona przez Forbes w zestawieniu #WomenPowerful2019.

## Życiorys
Daniela Soto-Innes jest córką prawniczki i nauczycielki oraz ojca prawnika; wnuczką piekarza. Zarażona pasją do gastronomii zwłaszcza przez ciotki, w wieku 12 lat przeniosła się do Houston w Stanach Zjednoczonych Ameryki. Tam skupiła się na kształceniu zawodowym, aby zostać szefową kuchni. Studia łączyła z pływaniem na wysokim poziomie. Rozpoczęła pracę w hotelu Marriott w wieku 13 lat, aby zdobyć doświadczenie zawodowe, a później ukończyła Le Cordon Bleu Culinary Arts College w Austin w Teksasie w USA.
Po pracy w kilku restauracjach w 2014 roku wróciła do Meksyku, aby pracować w El Pujol, wiodącej restauracji meksykańskiej kuchni awangardowej prowadzonej przez Enrique Olvera. Później, we współpracy z Olverą, otworzyła dwie restauracje w Nowym Jorku: Cosme (2014, gdzie jest szefową kuchni) i Atla (bardziej nieformalny styl, otwarta w 2016 roku).

## Wyróżnienia
W maju 2016 roku, w wieku 25 lat, Soto-Innes otrzymała nagrodę dla wschodzącej gwiazdy od James Beard Foundation – nagrodę uważaną za odpowiednik Oscarów w dziedzinie kulinarnej. Wcześniej jej restauracja Cosme otrzymała nagrodę dla najlepszej restauracji roku przyznaną przez Eater Awards w Nowym Jorku. Została również doceniona za najlepsze taco w Nowym Jorku przez magazyn kulinarny Grubstreet.
Jej restauracja Cosme zajęła 40. miejsce na liście najlepszych restauracji na świecie w 2017 roku według The World's 50 Best Restaurants i zajęła 25. pozycję w 2018 r. Ta sama lista wyróżniła ją jako najlepszą szefową kuchni w 2019 r., co uczyniło ją najmłodszą, która otrzymała tę nagrodę.